# Daan Luijkx
Daan Luijkx (Sint Willebrord, Rucphen, 19 d'abril de 1966) és un exciclista i posteriorment director esportiu neerlandès.
Com a ciclista fou professional entre 1987 i 1990, no aconseguint cap victòria remarcable. Un cop retirat passa a la direcció esportiva de l'equip Fondas Imabo-Doorisol, del qual fou mànager fins a la seva desaparició quan era conegut com a Vacansoleil i tenia categoria ProTeam.

## Palmarès

### Palmarès al Giro d'Itàlia
- 1989. 76è de la classificació general